# Dvigrad

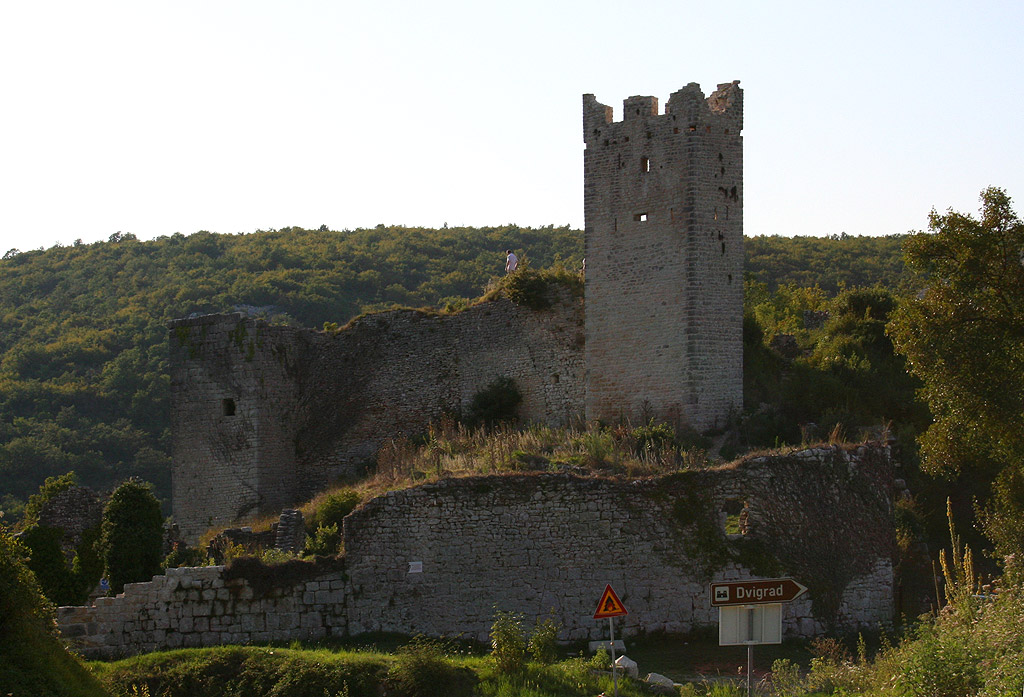
Dvigrad

Dvigrad (kroatiska för Två-stad, italienska: Duecastelli) är en numera övergiven medeltida stad och borgruin i centrala Istrien (nära Kanfanar) i Kroatien. Dvigrad är belägen i en djup dal vid namn Draga. Den sträcker sig från Pazin till floden Lims utlopp på västkusten.

## Historia
Dvigrad plundrades 1345 av amiral Paganin Doria från Genua under ett krig med Venedig. Venetianska trupper plundrade staden 1383 men tog intog inte staden förrän 1413, då en adelsman från Koper tillsattes som ståthållare. Under 1500-talet sjönk befolkningsantalet då staden drabbades hårt av pest och malaria. 1615 belägrades staden av serbiska förband, kallade uskoker. Även om staden inte intogs lämnade de flesta av stadens invånare staden under de följande femton åren. 1650 återstod endast tre familjer i staden och 1714 lämnade de sista invånarna staden, som sedan föll i ruiner.